# فرودگاه عین بیدا
فرودگاه عین بیدا (به انگلیسی: Ain Beida Airport) (به زبان بومی: Aéroport de Ouargla / Ain Beida) یک فرودگاه همگانی و نظامی با کد یاتا OGX است که یک باند فرود آسفالت دارد و طول باند آن ۳۰۰۰ متر است. این فرودگاه در کشور الجزایر قرار دارد و در ارتفاع ۱۵۲ متری از سطح دریا واقع شده‌است.